# 京都市道184号宇多野吉祥院線
京都市道184号宇多野吉祥院線（きょうとしどう184ごう うたのきっしょういんせん）は、京都府京都市右京区宇多野福王子町（福王子交差点）から同市南区吉祥院池ノ内町（葛野大路九条交差点）に至る主要地方道である京都市道。

## 概要
京都市右京区宇多野福王子町17番地地先（福王子交差点）から、京都市南区吉祥院池ノ内町1番地地先（葛野大路九条交差点）に至る、総延長 6,964.7メートル。
別名、天神川通（葛野中通） - 八条通 - 葛野大路通。

### 路線データ
京都市公報に基づく起終点および経過地は次のとおり。
- 起点 : 京都市右京区宇多野福王子町（福王子交差点＝国道162号上、京都府道29号宇多野嵐山山田線起点、京都市道183号衣笠宇多野線・京都府道101号銀閣寺宇多野線終点）
- 終点 : 京都市下京区吉祥院池ノ内町[注釈 2]（＝国道171号・京都府道14号大阪高槻京都線交点）
- 重要な経過地 : 市道宇多野太秦線と二級国道京都小浜との境から南へ、御室川西岸線、天神川西岸線、府道京都停車場梅ノ宮線、府道京都大原野線、市道葛野大路の各一部を経過して二級国道京都神戸交点との境界まで

## 歴史
本路線は、道路法（昭和27年法律第180号）第56条の規定に基づき、京都市道の宇多野太秦線、御室川西岸線、天神川西岸線、京都府道の京都停車場線梅ノ宮線、京都大原野線、京都市道の葛野大路の各一部を主要な市道として1954年（昭和29年）に指定された。
1954年（昭和29年）の指定当時、国道162号は、西大路通・一条通を経由しており、山陰本線や丸太町通を跨ぐ双ヶ岡高架橋やそれに接続する道路は開通していなかった。この葛野中通（天神川通）を延伸する「双ヶ岡立体交差」は1963年（昭和38年）11月に着工されるが、途中双ヶ岡の保存の観点から文化財保護法の現状変更に係る許可が下りないなどにより1966年（昭和41年）に中断することになった。その後許可を得て再開ののち双ヶ岡高架橋（橋長188.5メートル）が1968年（昭和43年）4月に竣工し、双ヶ岡立体交差は1969年（昭和44年）4月に開通した。その後、同区間は国道162号に指定され現在に至っている。この双ヶ岡立体交差開通前に路線指定された本路線（宇多野吉祥院線）の道筋は、双ヶ岡高架橋を通らずに福王子交差点と山陰本線以南の天神川通（葛野中通）を結ぶものになっている。

### 年表
- 1954年（昭和29年）1月20日
建設省（当時）が宇多野吉祥院線を主要地方道として指定[3]。
- 1954年（昭和29年）3月11日
京都市が市道4路線と府道2路線の各一部を宇多野吉祥院線として主要地方道認定[2]。

## 路線状況

### 重複区間
- 国道162号（右京区福王子交差点 - 同区宇多野御屋敷町、右京区太秦和泉式部町 - 同区五条天神川交差点）
- 京都府道113号梅津東山七条線（右京区西京極北大入町 - 同区西京極西大丸町）
- 京都府道142号沓掛西大路五条線（右京区桂小橋交差点 - 南区葛野大路八条交差点）

## 地理

### 通過する自治体
- 京都市（右京区 - 南区）

### 接続する道路
- 京都府道29号宇多野嵐山山田線（一条通）
- 京都市道183号衣笠宇多野線（一条通）
- 国道162号
- 京都市道187号鹿ヶ谷嵐山線（新丸太町通）
- 京都府道131号花園停車場広隆寺線
- 国道162号
- 国道9号（五条通）
- 京都府道113号梅津東山七条線
- 京都府道142号沓掛西大路五条線（八条通）
- 葛野大路通
- 国道171号・京都府道14号大阪高槻京都線（九条通 - 葛野大路通）

### 沿線
- 東映太秦映画村
- 京都光華女子大学、京都光華中学校・高等学校、光華小学校
- 京都市西京極総合運動公園
- 阪急電鉄京都線西京極駅
- 京都市立西京極小学校
- 京都市立西京極西小学校
- 京都市立祥豊小学校
- 京都電子工業本社工場